# Гребенюк, Владимир Дмитриевич
Владимир Дмитриевич Гребенюк (род. 24 апреля 1947, Ивановка, Ростовская область) — государственный деятель, депутат Государственной думы третьего и четвертого созывов.

## Биография
В 1964 окончил Таганрогское ГПТУ № 17, в 1972 — Московский кооперативный институт, в 1983 — Ростовскую высшую партийную школу.
В 1991 был назначен главой администрации Неклиновского района. С 1992 — заместитель главы администрации Ростовской области по продовольствию и сельскому хозяйству. В 1998 был избран депутатом Законодательного собрания Ростовской области.

### Депутат госдумы
19 декабря 1999 был избран депутатом Государственной Думы РФ третьего созыва набрал 28,71%.
В 2003 году избран депутатом Государственной Думы РФ четвёртого созыва,набрал 24,06%.

## Награды
- Медаль ордена «За заслуги перед Отечеством» II степени (2017)[3]
- Орден Атамана Платова (2022, Ростовская область)[4],